# 5. Arany Málna-gála
Az 5. Arany Málna-gálán (Razzies) – az Oscar-díj-átadó paródiájaként – az amerikai filmipar 1984. évi legrosszabb alkotásait, alkotóit díjazták tíz kategóriában. A díjazottak kihirdetésére 1985. március 24-én, az 57. Oscar-gála előtti napon került sor Hollywoodban, a Vine utcai elemi iskolában (Vine Street Elementary School).
A legtöbb jelölést és díjat John Derek Bolero című romantikus drámája kapta (9 jelölés, 6 díj); szégyentáblára került többek között maga a film, a forgatókönyvíró-rendező és a főszerepet játszó felesége. 8-8 jelölést kapott az Énekes izompacsirta és az Ágyúgolyó futam 2. Az előbbi főszereplője, Sylvester Stallone, valamint Dolly Parton által írt „Drinkenstein” című dala díjat is „nyert”. A klasszikus német expresszionista alkotás, a Metropolis újravágott változatának 1984-ben készített zenei anyaga két jelölést is kapott, mindkettő Giorgio Moroderhez köthető. 

## Díjazottak és jelöltek
| „Győztes” |

| Kategória                        | „Győztesek” és jelöltek |
| -------------------------------- | --- |
| Legrosszabb film                 | Bolero, producer: Bo Derek (Cannon Films) |
| Legrosszabb film                 | Ágyúgolyó futam 2., producer: Albert S. Ruddy (Warner Bros.) |
| Legrosszabb film                 | Énekes izompacsirta, producer: Marvin Worth és Howard Smith (20th Century Fox) |
| Legrosszabb film                 | Pasivadászat kezdőknek, producer: Allan Carr (TriStar Pictures) |
| Legrosszabb film                 | Sheena, a dzsungel királynője, producer: Paul Aratow (Columbia) |
| Legrosszabb férfi főszereplő     | Sylvester Stallone – Énekes izompacsirta |
| Legrosszabb férfi főszereplő     | Lorenzo Lamas – Body Rock |
| Legrosszabb férfi főszereplő     | Jerry Lewis – Börleszk |
| Legrosszabb férfi főszereplő     | Peter O’Toole – Supergirl |
| Legrosszabb férfi főszereplő     | Burt Reynolds – Ágyúgolyó futam 2. és Párbaj a városban |
| Legrosszabb női főszereplő       | Bo Derek – Bolero |
| Legrosszabb női főszereplő       | Faye Dunaway – Supergirl |
| Legrosszabb női főszereplő       | Shirley MacLaine – Ágyúgolyó futam 2. |
| Legrosszabb női főszereplő       | Tanya Roberts – Sheena, a dzsungel királynője |
| Legrosszabb női főszereplő       | Brooke Shields – Szahara |
| Legrosszabb férfi mellékszereplő | Brooke Shields bajusszal – Szahara |
| Legrosszabb férfi mellékszereplő | Robby Benson – Harry és fia |
| Legrosszabb férfi mellékszereplő | Sammy Davis Jr. – Ágyúgolyó futam 2. |
| Legrosszabb férfi mellékszereplő | George Kennedy – Bolero |
| Legrosszabb férfi mellékszereplő | Ron Leibman – Énekes izompacsirta |
| Legrosszabb női mellékszereplő   | Lynn-Holly Johnson – Pasivadászat kezdőknek |
| Legrosszabb női mellékszereplő   | Susan Anton – Ágyúgolyó futam 2. |
| Legrosszabb női mellékszereplő   | Olivia d’Abo – Bolero és Conan, a pusztító |
| Legrosszabb női mellékszereplő   | Marilu Henner – Ágyúgolyó futam 2. |
| Legrosszabb női mellékszereplő   | Diane Lane – Gengszterek klubja és Ha eljönnek a bomberek |
| Legrosszabb rendező              | John Derek – Bolero |
| Legrosszabb rendező              | Bob Clark – Énekes izompacsirta |
| Legrosszabb rendező              | Brian De Palma – Alibi test |
| Legrosszabb rendező              | John Guillermin – Sheena, a dzsungel királynője |
| Legrosszabb rendező              | Hal Needham – Ágyúgolyó futam 2. |
| Legrosszabb forgatókönyv         | Bolero, írta: John Derek |
| Legrosszabb forgatókönyv         | Ágyúgolyó futam 2., írta: Hal Needham, Albert S. Ruddy és Harvey Miller |
| Legrosszabb forgatókönyv         | Énekes izompacsirta, Phil Alden Robinson ötlete alapján a forgatókönyvet írta Phil Alden Robinson és Sylvester Stallone                                                                 |
| Legrosszabb forgatókönyv         | Sheena, a dzsungel királynője, S. M. Eiger és Will Eisner képregényére alapozva, David Newman és Leslie Stevens ötlete alapján a forgatókönyvet írta David Newman és Lorenzo Semple Jr. |
| Legrosszabb forgatókönyv         | Pasivadászat kezdőknek, írta: Stu Krieger és Jeff Burkhart, Glendon Swarthout regényének „inspirálására”                                                                                |
| Legrosszabb új sztár             | Olivia d’Abo – Bolero és Conan, a pusztító |
| Legrosszabb új sztár             | Michelle Johnson – Riói románc |
| Legrosszabb új sztár             | Apollonia Kotero – Bíboreső |
| Legrosszabb új sztár             | Andrea Occhipinti – Bolero |
| Legrosszabb új sztár             | Russell Todd – Pasivadászat kezdőknek |
| Legrosszabb „eredeti” dal        | Énekes izompacsirta „Drinkenstein” című dala, írta: Dolly Parton |
| Legrosszabb „eredeti” dal        | Metropolis (újravágott változat) „Love Kills” című dala, írta: Freddie Mercury és Giorgio Moroder                                                                                       |
| Legrosszabb „eredeti” dal        | Bíboreső „Sex Shooter” című dala, írta: Prince |
| Legrosszabb „eredeti” dal        | Body Rock „Smooth Talker” című dala, írta: David Sembello, Michael Sembello és Mark Hudson                                                                                              |
| Legrosszabb „eredeti” dal        | Énekes izompacsirta „Sweet Lovin' Friends” című dala, zene és szöveg: Dolly Parton |
| Legrosszabb filmzene             | Bolero, zene: Peter Bernstein, szerelmes jelenetek zenéje: Elmer Bernstein |
| Legrosszabb filmzene             | Metropolis (újravágott változat) és Thief of Hearts, zene: Giorgio Moroder |
| Legrosszabb filmzene             | Énekes izompacsirta, eredeti zene és szöveg: Dolly Parton, hangszerelte és vezényel: Mike Post                                                                                          |
| Legrosszabb filmzene             | Sheena, a dzsungel királynője, zene: Richard Hartley |
| Legrosszabb filmzene             | Pasivadászat kezdőknek, eredeti zene: Lévay Szilveszter |
| Legrosszabb életmű díja          | Linda Blair, a „sikolykirálynő” |

## A kategóriákban előforduló filmek
| Jelölés | Díj | Magyar cím                    | Eredeti cím               |
| ------- | --- | ----------------------------- | ------------------------- |
| 9       | 6   | Bolero                        | Bolero                    |
| 8       | 2   | Énekes izompacsirta           | Rhinestone                |
| 8       | 0   | Ágyúgolyó futam 2.            | Cannonball Run II         |
| 5       | 1   | Pasivadászat kezdőknek        | Where the Boys Are '84    |
| 5       | 0   | Sheena, a dzsungel királynője | Sheena                    |
| 2       | 1   | Conan, a pusztító             | Conan the Destroyer       |
| 2       | 1   | Szahara                       | Sahara                    |
| 2       | 0   |                               | Body Rock                 |
| 2       | 0   | Bíboreső                      | Purple Rain               |
| 2       | 0   | Metropolis                    | Metropolis                |
| 1       | 0   | Alibi test                    | Body Double               |
| 1       | 0   | Börleszk                      | Slapstick of Another Kind |
| 1       | 0   | Gengszterek klubja            | The Cotton Club           |
| 1       | 0   | Ha eljönnek a bomberek        | Streets of Fire           |
| 1       | 0   | Harry és fia                  | Harry & Son               |
| 1       | 0   | Párbaj a városban             | City Heat                 |
| 1       | 0   | Riói románc                   | Blame It on Rio           |
| 1       | 0   |                               | Supergirl                 |